# La Clef des terroirs
 (septembre 2011).
Si vous disposez d'ouvrages ou d'articles de référence ou si vous connaissez des sites web de qualité traitant du thème abordé ici, merci de compléter l'article en donnant les références utiles à sa vérifiabilité et en les liant à la section « Notes et références ».
La Clef des terroirs est un film documentaire long métrage expliquant la viticulture biodynamique dans le monde du vin. Le film sorti en 2011 a été imaginé et réalisé par Guillaume Bodin, œnologue de formation, et produit-distribué par Univers Ditvin.

## Synopsis
Dans le film, on montre comment le monde du vin a rapidement compris l'enjeu de cette agriculture, la perte de la notion de terroir s'y faisant ressentir plus vivement que dans les autres productions agricoles. Les vignerons élaborent leurs vins avec une minutie particulière, dans les vignes comme à la cave; c'est un métier où chaque détail a son importance. Ils s'interrogent sur la compréhension de la nature par l'homme.
Plusieurs vignerons français et acteurs de la filière viti-vinicole sont interviewés et s'expriment sur leur choix pour cette viticulture, tels que :
- Aubert de Villaine, Domaine de la Romanée Conti
- David et Nicolas Rossignol-Trapet,  Domaine Rossignol-Trapet
- Dominique Massenot, agronome et consultant indépendant en étude des sols, Amisol
- Frédéric Servais, Domaine des Poncetys
- Jasper Morris, Berry Bros & Rudd,
- Jean-Baptiste Granier, Les Vignes Oubliées
- Jean-Guillaume et Jean-Philippe Bret, Laurent Janaudy, Domaine de La Soufrandière
- Olivier Jullien, Mas Jullien
- Pierre Masson, Biodynamie services
- Renald Duvernay, Domaine Duvernay
- Richard Leroy, Les Noëls de Montbenault
- Sylvain Loichet, Domaine Sylvain Loichet
- Thibault Liger Belair, Domaine Thibault Liger Belair
- Thierry Germain, Domaine des Roches Neuves

## Fiche technique[2]
- Titre : La Clef des Terroirs
- Réalisation : Guillaume Bodin
- Scénario : Guillaume Bodin
- Images : Guillaume Bodin avec l'aide de Silvère Cheret
- Son : Guillaume Bodin avec l'aide de Silvère Cheret
- Montage : Guillaume Bodin avec l'aide de Jean-Noël Roy
- Musique : Henry Torgue et Serge Houpin (Éditions Hopi Mesa), SilvR
- Étalonnage : Marie Oudin
- Mixage son : Silvère Chéret avec l'aide de Guillaume Bodin
- Post-Production : Studio 400 Coups - Jonathan Klein
- Producteur : Univers Ditvin - Guillaume Bodin
- Distributeur : Univers Ditvin - Guillaume Bodin
- Pays :  France
- Lieux de tournage : France
- Format : XDCAM EX 1080p25 (35 Mb/s VBR)
- Genre : Documentaire long métrage
- Budget : autour de 80 000 €
- Durée : 82 min
- Date de sortie en France : 16 mars 2011[3]
- Distribution DVD et VoD: Éditions Montparnasse
- Distribution télévision: Saint-Thomas Distribution (Isabelle Benkemoun)

## Réception du film
Le 23 mai 2012, Philippe Meyer en fait l'éloge dans sa chronique matinale sur France Culture.

### Distinctions
- Œnovidéo 2011
  - Grand Prix du Jury
  - Prix Vin, Santé, Plaisir de vivre